# Lodning
 Ikke at forveksle med Oplodning.
Lodning er en sammenføjning af flere metalstykker ved at lade et smeltet loddemetal forbinde sig med metalstykkerne. Loddemetallet har et smeltepunkt der ligger et stykke under de metallers, der skal sammenføjes.

## Snellodning, blødlodning
Ved snellodning loddes med en metallegering med et lavt smeltepunkt, sædvanligvis under 450 °C og ned til 90 °C. Loddemetallet er oftest en tinlegering, som regel legeret med bly. Siden 2006 har det i EU været forbudt at bruge bly i elektronik. Snellodning i form af tinlodning bruges til VVS-rør, tagrender, elektriske lodninger og til konservesdåser (kræver blyfrit loddemetal). Lodningen kan ske med opvarmning ved loddekolbe, blæselampe/loddepistol eller induktion.

## Slaglodning, hårdlodning
Slaglodning sker oftest med en sølvlegering, der har et lavere smeltepunkt end rent sølv, men stadig på adskillige hundrede grader. Forbindelsen med metallet er betydeligt stærkere, som regel lige så stærk som metalstykkerne. Man kan slå på lodningen, uden at den springer op (deraf navnet). Der sker ikke nogen smeltning af metalstykkerne, hvorved en lodning adskiller sig fra en svejsning. Derimod sker der en delvis opløsning af metallet i grænselaget. Slaglodning anvendes til mangfoldige metalarbejder, herunder også af sølvsmede og guldsmede. Varmen tilføres med loddepistol eller induktion. I tidligere tid har man brugt direkte opvarmning på trækul eller blæserør, som man pustede i med munden.